# Iosif Chejfits
Iosif Chejfits (født 12. april 1905 i Minsk i det Russiske Kejserrige, død 24. april 1995 i Sankt Petersborg i Rusland) var en sovjetisk filminstruktør.

## Filmografi
- Veter v litso (Ветер в лицо, 1930)
- Mit moderland (Моя Родина, 1933)[3][4][5]
- Varme dage (Горячие денечки, 1933)
- Stedfortræder for Østersøen (Депутат Балтики, 1936)
- Regeringsmedlem (Член правительства, 1939)
- Han hedder Suche-Bator (Его зовут Сухэ-Батор, 1942)
- Malakhov Kurgan (Малахов курган, 1944)
- I livets navn (Во имя жизни, 1947)
- Ædle korn (Драгоценные зёрна, 1948)
- Forår i Moskva (Весна в Москве, 1953)
- En stor familie (Больша́я семья́, 1954)
- Delo Rumjantseva (Дело Румянцева, 1956)
- Dorogoj moj tjelovek (Дорогой мой человек, 1958)
- Damen med hunden (Дама с собачкой, 1960)
- Gorizont (Горизонт, 1961)
- V gorode S. (В городе С., 1966)
- Saljut, Marija! (Салют, Мария!, 1970)
- Plokhoj khorosjij tjelovek (Плохой хороший человек, 1973)
- Asja (Ася, 1977)
- Vy tjo, staritjo? (Вы чьё, старичьё?, 1988)
- Brodjatjij avtobus (Бродячий автобус, 1990)